# St. Walburga (Ried)

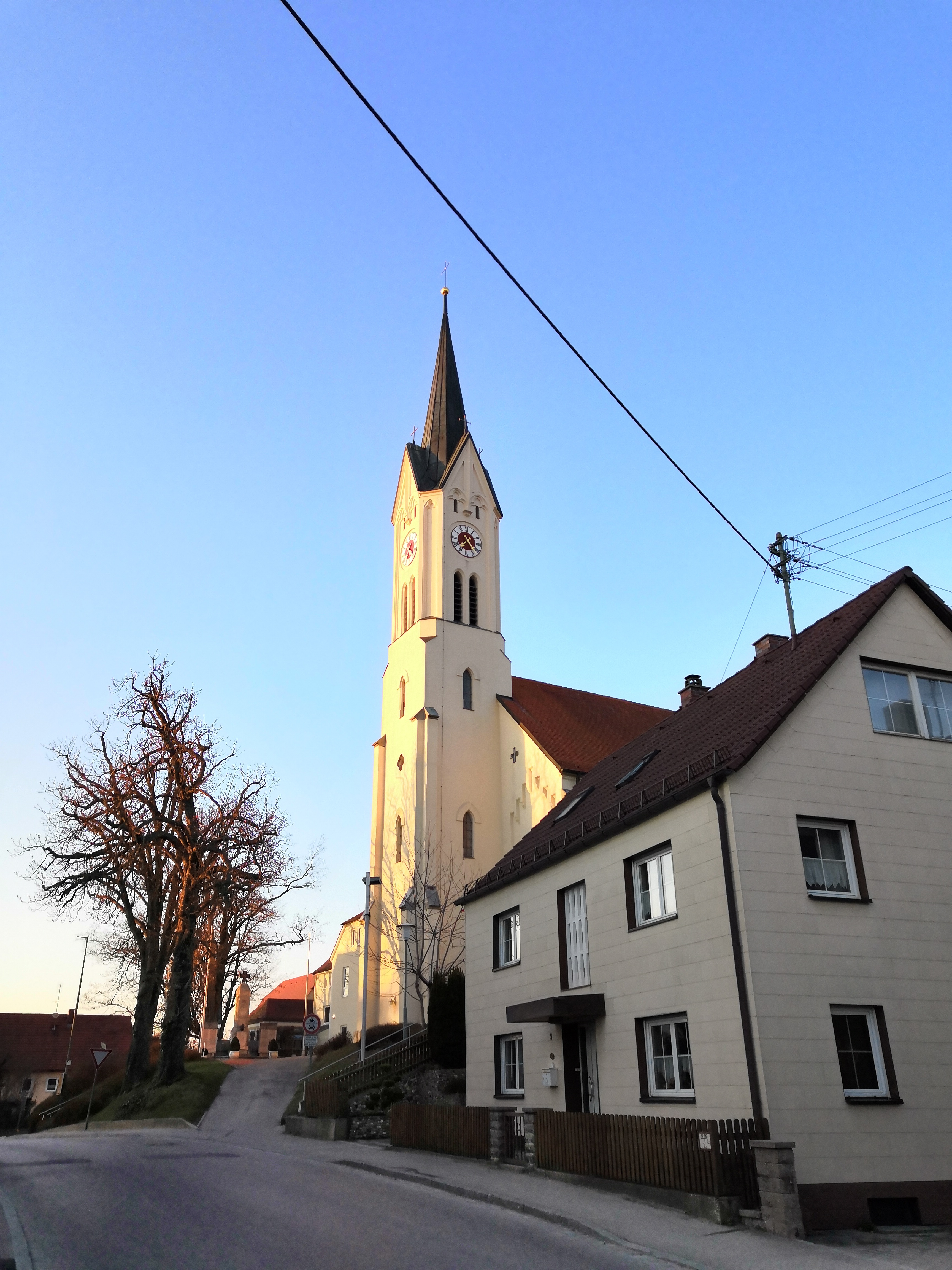
St. Walburga in Ried

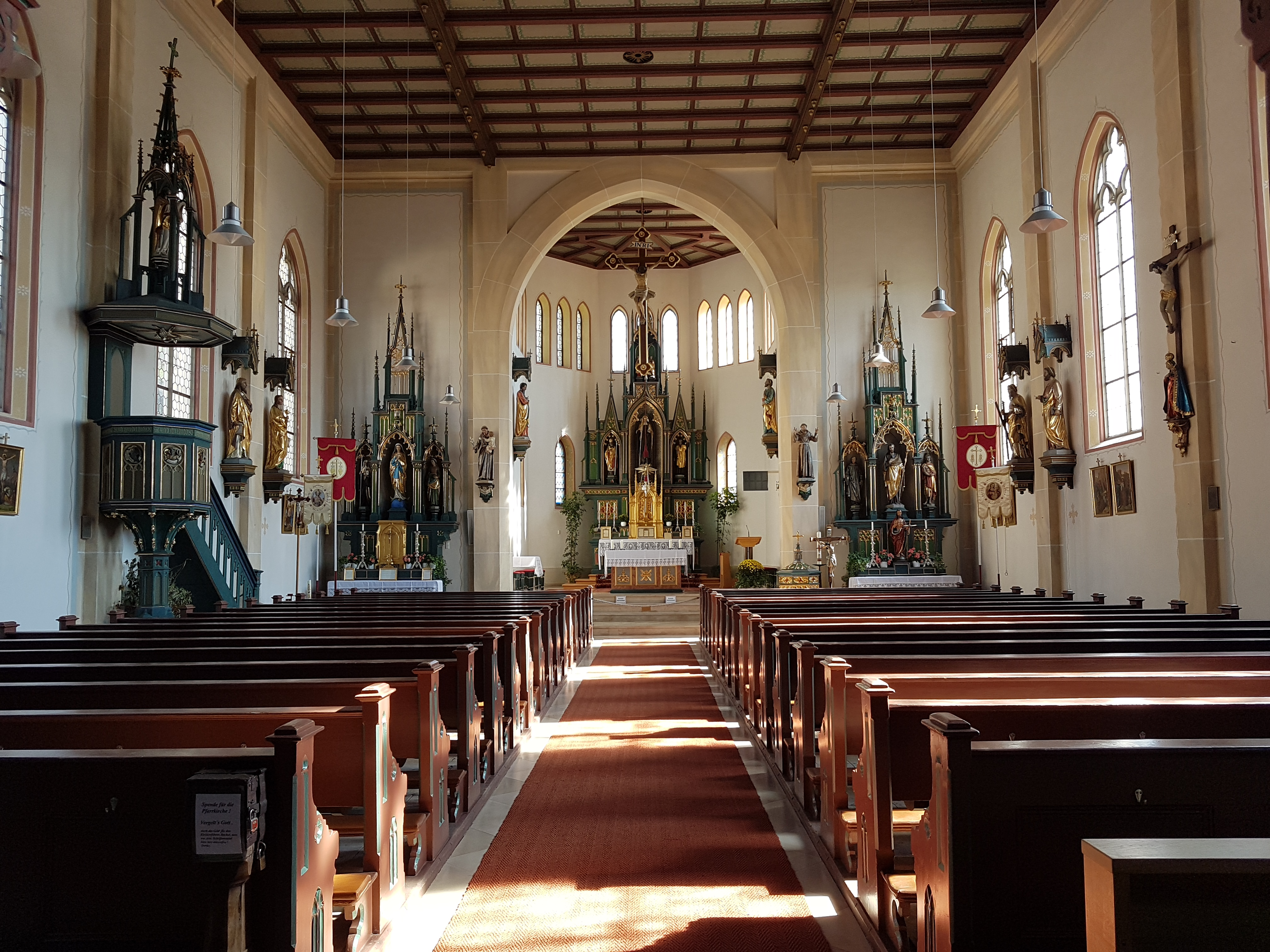
Innenraum

Die römisch-katholische Pfarrkirche St. Walburga steht in Ried, einer Gemeinde im schwäbischen Landkreis Aichach-Friedberg. Das Bauwerk ist in der Liste der Baudenkmäler in Ried (bei Mering) unter der Nr. D-7-71-160-1 eingetragen. Die Pfarrei gehört zum Dekanat Aichach-Friedberg des Bistums Augsburg.

## Beschreibung
Die neugotische Saalkirche wurde 1861–1866 erbaut. Sie besteht aus einem Langhaus mit fünf Jochen, einem eingezogenen, dreiseitig geschlossenen Chor im Osten  und einem Kirchturm im Westen, die alle drei von Strebepfeilern gestützt werden. Die Sakristei befindet sich an der Südwand des Chors. Der Kirchturm auf quadratischem Grundriss verjüngt sich mit einem Geschoss mit abgeschrägten Ecken, das die Turmuhr und den Glockenstuhl beherbergt. Darauf sitzt ein spitzer Helm. Der Innenraum des Langhauses ist mit einer Kassettendecke überspannt, ebenso der des Chors. Die Statuen der Apostel wurden nach Entwürfen von Joseph Knabl von der Mayer’sche Hofkunstanstalt ausgeführt. Die Orgel wurde 1936 als Opus 156 von der Reiser Orgelbau errichtet.